# Ioan Zotta
Ioan Zotta, též Johann Zotta (10. října 1840 Kyseliv nebo Borivci – 19. března 1896 Černovice Novoselycja), byl rakouský politik rumunské národnosti z Bukoviny, v 2. polovině 19. století poslanec Říšské rady.

## Biografie
Narodil se v roce 1840 v Kysselen (Kyseliv), podle jiného zdroje v Boroutz (Borivci).
V roce 1858 absolvoval gymnázium v Černovicích a nastoupil na Vídeňskou univerzitu, na které byl roku 1863 promován na doktora práv. Nastoupil pak do státní služby k zemské vládě v Bukovině. Z tohoto úřadu odešel v roce 1868, aby se mohl věnovat správě statků, které mu odkázal jeho strýc Constantin. Podle jiného zdroje pracoval u zemské vlády až do roku 1871 jako vládní koncipista.
Národnostní byl Rumun. V závěru života předsedal rumunskému spolku v Bukovině Concordia. Byl i politicky aktivní. Od roku 1876 až do své smrti zasedal jako poslanec Bukovinského zemského sněmu. Patřil mezi významné a aktivní zemské poslance. Zasedal v četných sněmovních výborech. Byl akcionářem lokálních železničních drah. V roce 1877 usedl na sněm za kurii velkostatkářskou, od roku 1878 zastupoval kurii venkovských obcí, obvod Zastavna.
Působil rovněž jako poslanec Říšské rady (celostátního parlamentu Předlitavska), kam nastoupil ve volbách roku 1879 za kurii venkovských obcí v Bukovině, obvod Vyžnycja, Kicmaň atd. Mandát zde obhájil i ve volbách roku 1885. Ve volebním období 1879–1885 se uvádí jako Dr. Johann von Zotta, statkář, bytem Novoselycja. Na Říšské radě se po volbách roku 1879 uvádí jako federalista, po volbách roku 1885 coby člen Hohenwartova klubu (tzv. (Strana práva).
Zemřel v noci z 19. na 20. března 1896. Zemřel na svém statku v Novoselycji.
Jeho manželkou byla baronka Hormuzaki. Měl dceru Helene von Flondor a dva syny, Octaviana a Severa.